# Paraspiroplecta
Paraspiroplecta es un género de foraminífero planctónico de la subfamilia Heterohelicinae, de la familia Heterohelicidae, de la superfamilia Heterohelicoidea, del suborden Globigerinina y del orden Globigerinida. Su especie tipo es Heterohelix navarroensis. Su rango cronoestratigráfico abarca desde el Campaniense superior hasta el Maastrichtiense (Cretácico superior).

## Descripción
Paraspiroplecta incluía especies con conchas biseriadas, inicialmente planiespiraladas, de forma subtriangular a acampanada; sus cámaras eran globulares a subglobulares; sus suturas intercamerales eran incididas; su contorno ecuatorial era subtriangular y lobulada; su periferia era redondeada a subaguda; su abertura principal era interiomarginal, lateral, con forma de arco bajo a medio, y bordeada por un labio con amplias solapas laterales; podían presentar una abertura accesoria sutural mediana en la última cámara; presentaban pared calcítica hialina, finamente perforada a macroperforada, y superficie estriada, con estrías longitudinales.

## Discusión
El género Paraspiroplecta no ha tenido mucha difusión entre los especialistas. La especie tipo de Paraspiroplecta fue previamente utilizada por algunos autores para redefinir correctamente el género Spiroplecta. La especie tipo asignada originalmente a Spiroplecta, Spiroplecta americana, parece ser la misma que la asignada para el género Heterohelix por el mismo autor, solo que denominada Textilaria americana. Por esta razón, dado que el segundo nombre tiene prioridad, Spiroplecta fue posteriormente considerado un sinónimo posterior de Heterohelix. Sin embargo, algunos autores consideraron que Spiroplecta es un género distinto de Heterohelix y consiguientemente válido, que incluye a especies con un estadio planoespiralado inicial más desarrollado y sin proyecciones tipo-tubuloespina como en Heterohelix. De acuerdo a estos autores, la especie tipo de Spiroplecta sería tan solo un homónimo posterior de la de Heterohelix, y por tanto solo es necesario sustituirlo por otro nombre ya que son especies distintas. La especie elegida por ellos para sustuirlo fue Heterohelix navarroensis (es decir, Spiroplecta navarroensis). No obstante, esta propuesta no ha sido ampliamente aceptada, y los autores de Paraspiroplecta consideran que Spiroplecta americana incluye formas con cámaras más globulares y poros más pequeños que Heterohelix navarroensis. Clasificaciones posteriores incluirían Paraspiroplecta en el Orden Heterohelicida.

## Clasificación
Paraspiroplecta incluye a la siguiente especie:
- Paraspiroplecta navarroensis †